# Богданов Андрій Іванович
Андрі́й Іва́нович Богда́нов  (*1692 — †1766) — російський книгознавець.
Написав історію російських та українських друкарень, зробив першу спробу бібліографічного зведення російських і українських книг. Богданов — автор багатьох друкарських праць і рукописів з питань книгознавства: «Российские печатньте книги, находящиеся в императорской библиотеке» (1742), «Систематический каталог старопечатных книг» (рукопис) та інших.